# Eugene Peterson
Eugene Hoiland Peterson (East Stanwood (Washington), 6 november 1932 - Lakeside (Montana), 22 oktober 2018) was een Amerikaanse theoloog, predikant en schrijver. Hij is vooral bekend geworden door The Message, een geparafraseerde Bijbelvertaling.

## Levensloop
Peterson groeide op in Kalispell in Montana. Zijn ouders waren lid van een pinkstergemeente. Peterson behaalde een Bachelor of Arts in de filosofie aan de Seattle Pacific University en vervolgens een Bachelor of Sacred Theology aan het New York Theological Seminary en een Master of Arts in de Semitische talen aan de Johns Hopkins University. In 1962 was hij de een van de oprichters van een presbyteriaanse kerk in Bel Air, Maryland. Daar stond hij tot 1991 op de kansel. Van 1992 tot 1998 was hij hoogleraar spirituele theologie aan Regent College in het Canadese Vancouver.
Gedurende zijn leven publiceerde Peterson dertig boeken, waarvan verschillende in het Nederlands werden vertaald. Desondanks was hij in Nederland niet heel bekend. Hij schreef vooral voor kerkleiders. Zijn bekendste werk is The Message (2002). Dit was een geparafraseerde Bijbelvertaling, waarbij het uitgangspunt was dat de tekst voor iedereen te begrijpen was. Peterson zei hierover: "Toen Paulus van Tarsus een brief schreef snapten de ontvangers het direct. Toen Jesaja een toespraak hield, kan ik me niet voorstellen dat mensen naar de bibliotheek gingen om uit te vinden wat hij bedoelde. Dat was het belangrijkste uitgangspunt. Ik begon met het Nieuwe Testament in het Grieks, een ruwe en bonkige taal, grammaticaal niet heel netjes. Ik typte de tekst gewoon zo uit als ik geloofde dat hij voor de Galaten had geklonken". 
Vanwege deze aanpak kreeg Peterson kritiek van verschillende Bijbelgeleerden die er de voorkeur aan gaven dichter bij de tekst te blijven. Tegelijkertijd werd The Message wereldwijd goed ontvangen vanwege de toegankelijkheid. Er werden meer dan twintig miljoen exemplaren van verkocht.

## Persoonlijk
Peterson kreeg samen met zijn vrouw Jan vier kinderen. Hij was bevriend met U2-zanger Bono.